# Archidendron bigeminum
Archidendron bigeminum é uma espécie de legume da família das Fabaceae nativa do Sri Lanka.

## Sinônimos
- Abarema abeywickramae Kosterm.
- Abarema bigemina (L.) Kosterm.
- Abarema monadelpha (Roxb.) Kosterm.
- Abarema monadelpha (Roxb.) Kosterm. var. gracile (Bedd.) Kosterm.
- Archidendron monadelphum (Roxb.) I.C.Nielsen
- Archidendron monadelphum (Roxb.) I.C.Nielsen var. gracile (Bedd.) Sanjappa
- Inga bigemina (L.) Willd.
- Mimosa bigemina L.
- Mimosa monadelpha Roxb.
- Pithecellobium bigeminum (L.) Mart.
- Pithecellobium bigemium (L.) Mart.
- Pithecellobium gracile Bedd.
- Pithecellobium nicobaricum Prain